# Escola Industrial e Comercial de Angra do Heroísmo
A Escola Industrial e Comercial de Angra do Heroísmo (1885-1978) foi um estabelecimento de ensino técnico-profissional, concebido e apetrechado para a formação de operários especializados e de quadros intermédios da administração, que existiu na cidade de Angra do Heroísmo entre 1885 e 1978. Foi a primeira escola daquele tipo a existir nos Açores, formando ao longo da sua história muitas centenas de operários especializados e técnicos comerciais e industriais, nas áreas do comércio, serralharia, marcenaria, electricidade e desenho. Também ofereceu cursos de trabalhos femininos, especificamente destinados a mulheres. O estabelecimento foi integrado no Liceu Nacional de Angra do Heroísmo por força da extinção dos estabelecimentos de ensino técnico que resultou da aplicação do Decreto-Lei n.º 80/78, de 27 de Abril.

## História
A Escola Industrial e Comercial de Angra do Heroísmo iniciou a sua actividade em 1885, então a cargo da Junta Geral do Distrito de Angra do Heroísmo, com o nome de Escola de Desenho Industrial de Angra do Heroísmo. Foi assim a primeira escola técnico-profissional pública a funcionar nos Açores, fruto da iniciativa das forças locais, apostadas no desenvolvimento das actividades industriais, em particular as ligadas à construção civil.
Devido às alterações legislativas entretanto verificadas e à extinção das Juntas Gerais devido a reforma administrativa que entretanto ocorreu, em 1890 a Escola de Desenho Industrial transitou para a tutela do Ministério das Obras Públicas, Comércio e Indústria, passando a designar-se por Escola de Desenho Industrial António Augusto de Aguiar, tendo como patrono o ministro António Augusto de Aguiar, entretanto falecido, mas que ocupava o cargo quando a escola foi fundada.
A Escola de Desenho Industrial iniciou a sua actividade num prédio do lado norte da Praça Velha (sito no local onde hoje existe o Hotel de Angra), no centro da cidade de Angra do Heroísmo, tendo como director Ciríaco Tavares da Silva, e oferecendo ensino diurno e nocturno.
Com a mudança de tutela a Escola foi transferida para os baixos do Palácio dos Capitães Generais, onde então funcionava o Governo Civil do distrito, ficando aí provisoriamente instalada, com saída privativa para o Largo 22 de Junho, no lado oeste do edifício, confinante com a Rua do Palácio.
Foi de pouca dura o funcionamento da escola na dependências do Governo de Lisboa, já que logo em 1892, devido às dificuldades financeiras do Estado português, foi extinta, apesar de ser frequentada por mais de 100 alunos, um número notável para a época. Valeu-lhe a generosidade de Ciríaco Tavares da Silva, que a manteve aberta a expensas suas até 1896, introduzindo no plano de estudos o ensino prático em oficinas e alargando a oferta de ensino nocturno.
Esgotados os meios do seu director, a escola encerrou em 1896, embora se mantivesse alguma actividade formativa nas oficinas que entretanto tinha adquirido. Com a autonomia administrativa concedida pelo Decreto de 2 de Março de 1895, a Junta Geral foi recriada, assumindo o funcionamento da Escola de Desenho Industrial, a qual reabriu inscrições em 1899, agora denominada Escola de Desenho Industrial e Oficinas Anexas. As instalações passaram a ser na Rua da Rocha (actual n.º 38), mais uma vez provisórias, aguardando a aquisição de um imóvel adequado.
As novas instalações surgiram por legado de D. Catarina Pamplona Corte-Real, a baronesa de Teixeira, viúva do comerciante e político João Tomás Teixeira, que ofereceu em memória do marido um imóvel na Ladeira de São Francisco, nas traseiras dos Paços do Concelho, para onde a Escola se mudou em 1901, com honras de inauguração com a presença do rei D. Carlos I de Portugal e da rainha consorte D. Amélia de Orleães, então em visita régia às ilhas. O prédio onde funcionou a escola ainda ostenta na sua fachada uma lápide alusiva ao legado, tendo servido durante muitos anos como sede da direcção escolar (hoje alberga serviços municipais).
Em 1904 a escola passou a ser denominada Escola Industrial e Comercial Madeira Pinto, tendo como patrono o conselheiro Ernesto Madeira Pinto, que enquanto Director-Geral do Comércio e Indústria favorecera o ensino industrial. Este nome manteve-se até 10 de Fevereiro de 1938, quando por portaria daquela data passou a designar-se Escola Industrial e Comercial Doutor Salazar.
Esta mudança de nome foi consequência da aquisição em 1937, pelo governo do Estado Novo, do palacete do comendador João Jorge da Silveira e Paulo, também conhecido como Palacete Silveira e Paulo ou Palacete dos Africanos, na Rua do Galo, que o ofereceu à Junta Geral do Distrito Autónomo de Angra do Heroísmo para nele instalar definitivamente a Escola Industrial e Comercial. Depois de vultosas obras de adaptação, que felizmente deixaram intacto o palacete por se terem centrado nos jardins existentes no seu reduto, a Escola Industrial e Comercial Doutor Salazar mudou-se solenemente a 6 de Janeiro de 1939 para as instalações definitivas.
Em 1948 o Governo de então decidiu retirar o nome dos patronos da denominação dos estabelecimentos de ensino, voltando a escola a chamar-se Escola Industrial e Comercial de Angra do Heroísmo, designação que manteria até à sua extinção.
A extinção foi consequência da entrada em vigor do Decreto-Lei n.º 80/78, de 27 de Abril, que fundiu o sistema técnico-profissional com o liceal, criando escolas secundárias em substituição de liceus e escolas industriais e comerciais. Perante a extinção do ensino técnico-profissional, o recém formado Governo Regional dos Açores, ainda sem competências consolidadas em matéria de educação, optou pela fusão da Escola Industrial e Comercial de Angra do Heroísmo com o Liceu Nacional de Angra do Heroísmo. Em consequência, o Governo Regional, pelo Despacho Normativo n.º 59/78, de 12 de Setembro, integrou a Escola Industrial e Comercial de Angra do Heroísmo no Liceu Nacional de Angra do Heroísmo, e pela Portaria 691/78, de 30 de Novembro, ambos os estabelecimentos foram extintos, dando origem à Escola Secundária de Angra do Heroísmo.
As instalações da extinta Escola Industrial, e todo o seu património, foram afectas à Escola Secundária de Angra do Heroísmo pela Portaria n.º 44/82, de 27 de Julho[ligação inativa], passando a funcionar como o Anexo da escola secundária. Em 1998 o Palacete Silveira e Paulo foi entregue à Direcção Regional da Cultura, que depois de obras de restauro, para ali se mudou em 2003, ficando o Anexo restrito às instalações escolares entretanto construídas no reduto do imóvel. Esta situação manteve-se parcialmente até Junho de 2008, altura em que aquele estabelecimento escolar foi definitivamente desactivado com entrada em funcionamento da nova Escola Básica e Secundária Tomás de Borba.